# الوطية (ابن خليل)
الوطية هي إحدى مشيخات المملكة المغربية، تتبع جغرافيا لإقليم طانطان وإداريًا لابن خليل. يقدر عدد سكانها بـ 101 نسمة حسب الإحصاء الرسمي للسكان والسكنى لسنة 2004.